# El Monte (California)
El Monte (che significa "il monte" o "la montagna" in spagnolo) è una città della contea di Los Angeles nella California, negli Stati Uniti. La città si trova nella valle di San Gabriel, a est della città di Los Angeles.
Il motto di El Monte è "benvenuti nell'amichevole El Monte" (Welcome to Friendly El Monte) ed è storicamente nota come "il capolinea del Santa Fe Trail" (The End of the Santa Fe Trail). Al censimento del 2010, la città aveva una popolazione di 113 475 abitanti, in calo rispetto ai 115 965 del censimento del 2000. Nel 2019, El Monte era la 54ª città più grande della California.

## Geografia fisica
Secondo l'Ufficio del censimento degli Stati Uniti, ha una superficie totale di 9,65 mi² (24,99 km²).

## Società

### Evoluzione demografica
Secondo il censimento del 2010, la popolazione era di 113 475 abitanti.